# Gaspare Sintes
Gaspare Sintes (XVIII sec. – XVIII-XIX sec.) è stato un architetto italiano.

## Biografia
Era il figlio del più noto ingegner Ermenegildo Sintes. Tra i suoi disegni si annoverano quello della chiesa di Olivadi (1789), della chiesa di Santa Caterina (Tropea, 1790), della chiesa economale di San Crispino (Vibo Valentia, 1791). I suoi progetti furono vistati dagli ingegneri Bernardo Morena e Claudio Rocchi.